# Amanda Righetti
Amanda Righetti (St. George, 4 de abril de 1983) é uma atriz e produtora de televisão americana.

## Vida pessoal
Amanda Righetti nasceu em St. George, Utah e cresceu em Las Vegas, Nevada, depois se mudou para Los Angeles para ter mais oportunidades para atuar. Se casou com o diretor de cinema Jordan Alan em 29 de abril de 2006.

## Carreira
Trabalhando como produtora de filmes, Righetti supervisionou a produção de vários anúncios de televisão e de curtas-metragens. Depois de interpretar um papel no capítulo piloto da série No Place Like Home, os executivos da emissora de televisão FOX assinaram com ela. Ela interpretou um papel regular na série adolescente The O.C. como Hailey Nichol. Também participou da série North Shore com o papel de Tessa Lewis, mas a série foi cancelada após uma temporada no ar.
No final de 2005, Righetti participou da série Reunion da FOX como Jenna Moretti.
Ainda em 2005, ela apareceu na capa da revista FHM. No ranking da revista, ela foi classificada na posição 59 e 84 das 100 mulheres mais sexy de 2005 e 2006 respectivamente.
Em 2006, participou como atriz principal do filme de terror Return to House on Haunted Hill com o papel de Ariel Wolfe. O filme é a continuação do remake de 1999 de terror A Casa da Colina. Este filme foi lançado diretamente em DVD em todo o mundo em outubro de 2007.
Em abril de 2008, Righetti ganhou o papel principal para interpretar Whitney no remake Sexta-feira 13. A produção do filme terminou em junho de 2008 e o filme foi lançado nos cinemas na sexta-feira, 13 de fevereiro de 2009.
Em 28 de setembro de 2008, Righetti passou a participar da série The Mentalist, da emissora americana CBS, interpretando o papel de Grace Van Pelt, deixando a série em 2014. Ainda neste ano, fez também uma participação especial em Chicago Fire.

## Filmografia
Atriz
- Captain America: The First Avenger (2011) - S.H.I.E.L.D Agent
- Cat's Dancing on Jupiter (2011) .... Josephine Smart
- The Chateau Meroux (2010) .... Jennifer
- Wandering Eye (2010) .... Maren Abbott
- Sexta-feira 13 (2009)  .... Whitney[5]
- Role Models (2008) .... Isabel
- The Mentalist (2008 a 2015) (TV) .... Grace Van Pelt
- K-Ville (2007) (TV) .... A.J. Gossett
- Return to House on Haunted Hill (2007) .... Ariel
- Pipeline (2007) .... Jocelyn
- Marlowe[desambiguação necessária] (2007) (TV) .... Jessica Reede
- Scarface: The World Is Yours (2006) (VG) (voz)
- Entourage (TV) .... Katrina
- Enemies .... Kelly Callaway (Piloto TV)
- Reunion (TV) .... Jenna Moretti (2005)
- North Shore (TV) .... Tessa Lewis (2004-2005)
- The O.C. (TV) .... Hailey Nichol (2003-2005)
- Romy and Michele: In the Beginning (2005) (TV) .... Friendly Girl
- No Place Like Home (2003) (TV)
- Angel Blade (2002) .... Samantha Goodman
- CSI: Crime Scene Investigation (2001) (TV) .... Adolescente condutora
- Kiss & Tell (1996) .... Little One
- Love and Happiness (1995) .... A irmã pequena de Charlie